# Miopatía congénita multinuclear
La miopatía multicore, también conocida como miopatía minicore, miopatía por múltiples cuerpos o enfermedad multi-minicore es una rara enfermedad congénita caracterizada por la debilidad muscular y neuroesqueletica, normalmente se suceden infecciones recurrentes en el tórax y produce escoliosis, a diferencia de muchas miopatias, la inteligencia es normal, y la evolución de la miopatía es benigna.